# Шютц, Хуго Йоханнесович
Ху́го Йоханнесович Шютц (также Шютс, эст. Hugo Schüts; 23 мая 1900 — 28 сентября 1969, Таллин) — эстонский скрипач. Заслуженный артист Эстонской ССР (1957).

## Биография
Окончил Санкт-Петербургскую консерваторию у Ованеса Налбандяна, затем совершенствовал своё мастерство в Таллине и в Париже. Около 40 лет был концертмейстером в оркестре оперного театра «Эстония», в последний раз появился за пультом в день своей смерти. Кроме того, 18 декабря 1926 года в составе фортепианного трио вместе с виолончелистом Альфредом Ваарманом и пианисткой Анной Савицкой участвовал в первой музыкальной трансляции по Таллинскому радио: трио исполнило произведения Петра Ильича Чайковского, Фридриха Эберле и Раймонда Кулля. В последующие три года Шютц заведовал музыкальным вещанием Эстонского радио, был также концертмейстером Симфонического оркестра Эстонского радио, ведущего свою историю к концерту 1926 года.

## Память

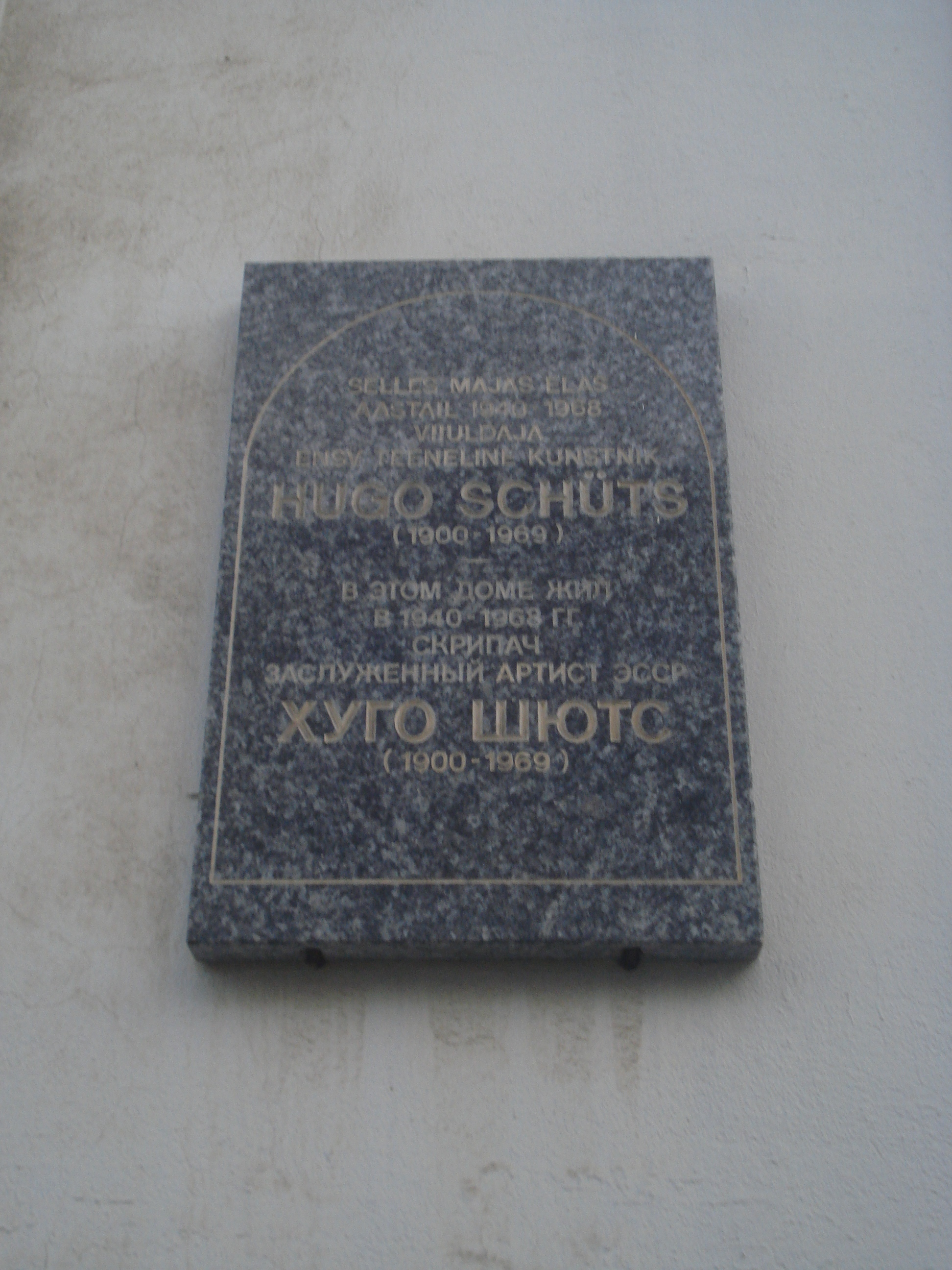
Мемориальная доска в честь Хуго Шютса
(ул. Фельмана 2, Таллин)

Столетие Шютца было отмечено в Таллине концертом с участием концертмейстеров ведущих эстонских, российского и финского оркестров.